# Tismana
Tismana est une ville roumaine située dans le județ de Gorj.
Sa population était de 7 035 habitants en 2011.